# تقنية أي بيكون

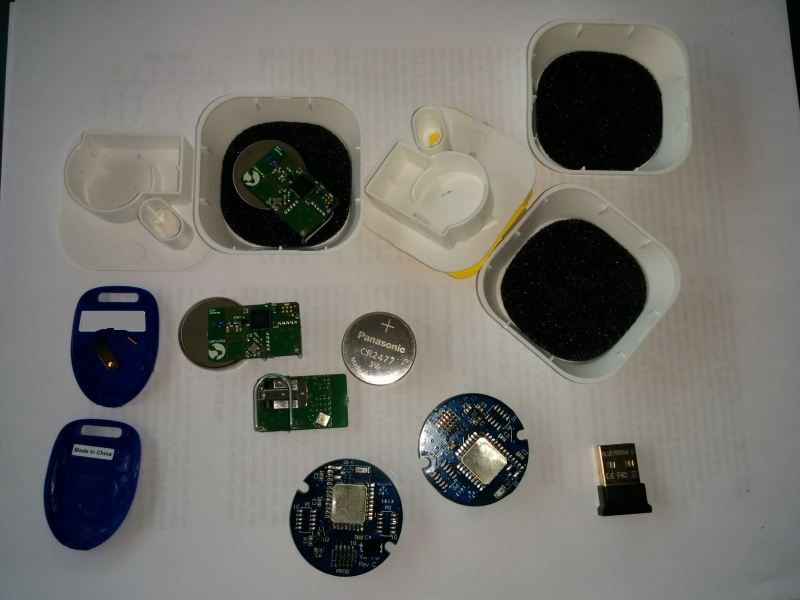

تعتمد تقنية أي بيكون (بالإنجليزية: iBeacon)‏ على استغلال تقنية Bluetooth Low Energy الموجودة في البلوتوث 4 ومقياس الحركة accelerometer بالإضافة إلى بعض الحساسات الموجودة في نظام التموضع العالمي وذلك لتحديد الموقع، هي بكل بساطة إرسال واستقبال اشارات لاسلكية عن طريق تقنية البلوتوث تحتوي هذه الاشارات على موقعك واتجاهك، وال iBeacon عبارة عن برمجيات تعالج هذه الاشارات مجتمعة لتعمل ( مرشد لاسلكي ) أو منارة تقوم بارشاد المستقبل عن أماكن معينة، وبذلك تفتح أفقاً جديداً في عمل تطبيقات ارشادية أو تسويقية بالإضافة إلى استغلال هذه التقنية في التحكم عن بعد بالاجهزة وعمليات الدفع من خلال جهاز الهاتف. تم الإعلان عن تقنية iBeacon من قبل شركة أبل في مؤتمر آبل العالمي للمطورين 2013.

## المميزات

### الخرائط الداخلية
عندما ندهب لأي مجمع مثلا فاننا نتوجه مباشرة لنعرف خريطة المجمع واماكن المحلات أو المطاعم التي نريدها، هذه التقنية سوف تسمح بارسال خريطة المجمع إلى تلفونك عند دخولك إلى هذا المجمع وتصفح مواقع المحلات والمطاعم من جهازك. قامت مؤخرا MLB بتركيب أجهزة تستغل تقنية iBeacon و ذلك لارشاد الجماهير عن مواقع مقاعدهم داخل الملعب. كما قامت بعض المطارات ومحطات القطارات بتركيب هذه الاجهزة لارشاد المسافرين عن مواقع بواباتهم والطريق اليها.

### التسويق والإعلان
نعود إلى المجمع التجاري مره أخرى، عند تجولك في هذا المجمع وعند اقترابك من محل Nike مثلا، يمكن ل Nike إرسال اعلان إلى جهازك يخبرك بوجود عرض على أحد منتجاتها، كما يمكن لاحد المطاعم من إرسال كوبون خصم على جهازك لتذوق مؤكلاتها عند مرورك بجانبها.

### التحكم عن بعد
مثلا عند استعدادك للخروج من المنزل وعند اقتربك من باب المنزل سوف تقوم اجهزة الإضاءة أو التلفاز بارسل تنبيه تخبرك بانها مازالت تعمل وهل تريد اطفاءها.

### عمليات الدفع ومستقبل الإن إف سي
تقنية ال إن إف سي مازالت في المهد ورغم دعم قوقل وشركات كبيره لهذه التقنية الا انها قد تصبح من الماضي وذلك للاسباب التالية :
1- المسافة: المسافة التي تدعمها إن إف سي محدودة جدا فهي تصل في الوضع المثالي إلى 4 قدم فقط في حين تستخدم تقنية ال iBeacon البلوتوث والذي يصل إلى 50 متر.
2- التوفر: نعلم جميعاً بأنه لا يخلو تقريباً أي جهاز من البلوتوث بعكس ال إن إف سي، فإذا كان البلوتوث سوف يقدم نفس الميزة بالإضافة إلى امكانيات أكثر بكثير مالذي سوف يدفع الشركات لتركيب ال إن إف سي على اجهزتها وزيادة التكاليف.
3- التكاليف والعملية في التركيب: يمكن لتقنية ال إن إف سي أن تقديم بعض المميزات التي تقدمها iBeacon ولكن التكاليف سوف تكون باهظة، بالإضافة إلى قلة الامكانيات مقارنة بال iBeacon لتوضيح أكثر
للاستفادة من تقنية ال إن إف سي في محل مثل Nike سوف يحتاج أولاً إلى NFC]] Tag]] (القطعة المرسلة) وهي قطعة صغيره تركب على كل المنتج أي لنقل البيانات إلى جهازك، لو افترضنا بأن مخزن Nike يوجد به 50000 منتج سوف تحتاج لتركيب 50000 Tag على كل قميص أو حذاء، الخ.
قامت شركة باي بال PayPal بالتسويق لهذه الخاصية وامكانية الدفع عن طريق ال iBeacon بدلاً من ال إن إف سي
كما قامت شركة Estimote بتوفير هذه الاجهزة والتي يمكنها التعاطي مع تقنية ال iBeacon.

## الوصلات الخارجية
- الكمبيوتر الكفي - Ce4Arab - ماذا تعرف عن تقنية ال iBeacon ومالذي نتوقعه منها